# Dmitrij Poljanin
Dmitrij Borisovič Poljanin (in russo Дмитрий Борисович Полянин?; Perm', 30 marzo 1980) è un ex calciatore russo, di ruolo difensore.

## Carriera

### Club
Ha giocato nella massima serie russa.